# Đồng Lạc, Chợ Đồn
Đồng Lạc là một xã thuộc huyện Chợ Đồn, tỉnh Bắc Kạn, Việt Nam.

## Địa lý
Xã Đồng Lạc có vị trí địa lý:
- Phía bắc giáp xã Nam Cường
- Phía đông giáp xã Nam Cường và xã Tân Lập
- Phía nam giáp xã Quảng Bạch
- Phía tây giáp xã Bản Thi và xã Xuân Lạc.

Xã Đồng Lạc có diện tích 35 km², dân số năm 2019 là 2.255 người, mật độ dân số đạt 64 người/km².
Tỉnh lộ 254 chạy dọc từ phía bắc xuống phía nam Đồng Lạc, gân như song song với suối Tà Điểng. Các suối khác chảy trên địa bàn xã gồm Khuổi Lạp, Khuổi Vào.

## Hành chính
Xã Đồng Lạc được chia thành các thôn bản: Thôm Phả, Chợ Điểng, Nà Áng, Nà Pha, Tràng, Nà Chom, Nà Ón, Nà Dầu, Nà Va, Cốc Tộc.

## Lịch sử
Trước kia xã Đồng Lạc với xã Xuân Lạc là một xã có tên là Lạc Long.